# Cyperus pubens
Cyperus pubens är en halvgräsart som beskrevs av Georg Kükenthal. Cyperus pubens ingår i släktet papyrusar, och familjen halvgräs. Inga underarter finns listade i Catalogue of Life.